# Jan de Koning (CDA)
Jan de Koning (Zwartsluis, 31 augustus 1926 – Leiden, 8 oktober 1994) was een Nederlands politicus van de Anti-Revolutionaire Partij (ARP) en het Christen-Democratisch Appèl (CDA). Hij was lid van de Eerste Kamer en Tweede Kamer der Staten-Generaal en was vervolgens minister op verschillende beleidsterreinen in de achtereenvolgende kabinetten Van Agt I, Van Agt II, Van Agt III, Lubbers I en Lubbers II.

## Levensloop
Jan de Koning is een zoon van Dirk de Koning, van 1936 tot 1942 en van 1945 tot 1962 burgemeester van het Overijsselse Zwartsluis. Hij volgde de christelijke lagere school en ging in 1938 naar de ULO in zijn geboorteplaats. Na het eerste jaar aan de ULO vervolgde hij zijn middelbareschoolopleiding aan de HBS van het Christelijk Lyceum in Zwolle. 
De Koning was actief in het Nederlands verzet in de Tweede Wereldoorlog. Vanaf 1943 was hij betrokken bij wapendroppings en hielp hij bij de verspreiding van illegale kranten. Ook overviel hij met anderen een distributiekantoor in Oldemarkt. Zijn schoolprestaties leden onder het verzetswerk. Desondanks slaagde hij voor de HBS. Na de Tweede Wereldoorlog meldde De Koning zich samen met zijn broer Koos vrijwillig als soldaat voor de strijd in Nederlands-Indië. In de rang van korporaal fungeerde hij hier enige tijd als pelotonscommandant. Zijn broer sneuvelde in Nederlands-Indië door eigen vuur, waarop Jan de Koning terugkeerde naar Nederland. Hij werkte enige tijd op het gemeentehuis van Zwartsluis, voordat hij vanaf 1948 sociale geografie aan de Rijksuniversiteit Utrecht ging studeren. In 1958 deed hij doctoraalexamen. Hierop werkte hij als wetenschapper in Den Haag en Amsterdam (VU). In 1964 werd hij secretaris van de Christelijke Boeren- en Tuindersbond (CBTB). Later werd De Koning lid van het parlement: tussen 1969 en 1971 in de Eerste Kamer voor de ARP (tegelijkertijd nog steeds secretaris van de CBTB) en tussen 1971 en 1977 in de Tweede Kamer. In de Tweede Kamer hield hij zich bezig met landbouw en ontwikkelingssamenwerking. In de periode van zijn Tweede Kamerlidmaatschap zat hij ook in het Europees Parlement. Daarnaast was hij tussen 1969 en 1974 vicevoorzitter en waarnemend voorzitter van de ARP.
De Koning was een voorstander van christendemocratische samenwerking tussen KVP, ARP en CHU, die tot het CDA zou leiden. Hij was voorstander van het kabinet-Den Uyl, maar besefte dat dit de christendemocratische samenwerking in de weg kon staan: KVP en ARP zaten wel in dit kabinet, de CHU niet. De Koning moest er daarom voor zorgen dat de KVP en de ARP niet van de CHU af zouden drijven, en trad meerdere malen op als bruggenbouwer op weg naar het CDA. De Koning was in de jaren '80 driemaal informateur bij kabinetsformaties. Hierbij kwamen zijn samenbindende capaciteiten ook van pas.
Bij het aantreden van het kabinet-Van Agt I in december 1977 werd De Koning minister voor Ontwikkelingssamenwerking. In Van Agt II en III (1981-82) was hij minister van Landbouw en Visserij, namens het CDA.
Tijdens de kabinetsformatie van 1982 gaf Dries van Agt onverwacht aan dat hij niet langer beschikbaar was als minister-president van Nederland. Van Agt wilde De Koning naar voren schuiven als premier. De Koning vond echter dat Ruud Lubbers meer geschikt was als premier. Bovendien vond zijn vrouw het premierschap fysiek te zwaar voor haar man. De Koning zelf zag zich meer geschikt als 'tweede man', waarmee hij meer het belang van het land zou kunnen dienen. Lubbers werd premier. In deze periode was De Koning een invloedrijk politicus. Net als Lubbers was De Koning voorstander van ingrijpende bezuinigingsmaatregelen.

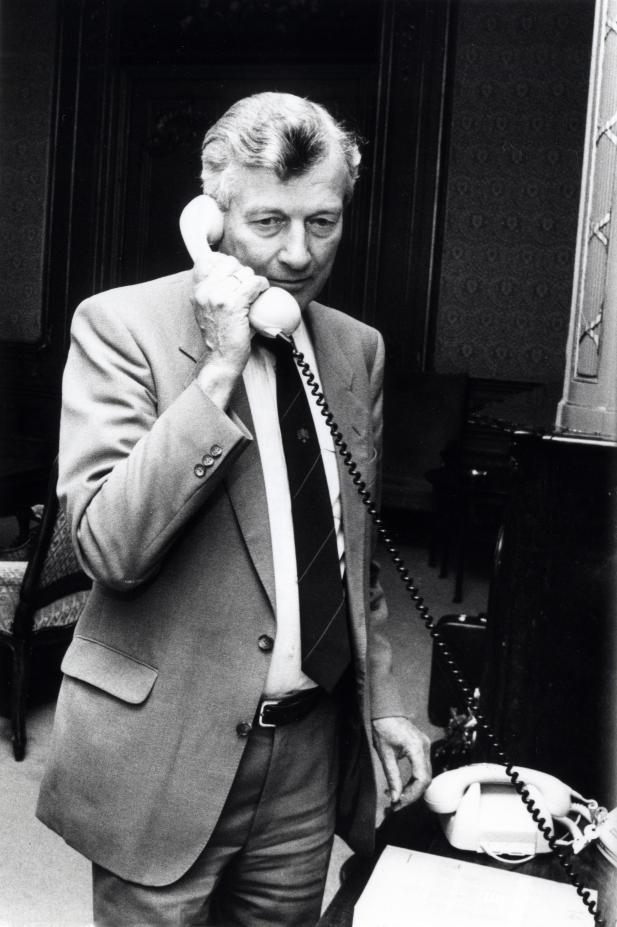
Jan de Koning aan de telefoon in zijn hoedanigheid als formateur. Nederland, 28 mei 1986.

In de eerste twee kabinetten-Lubbers (1982-89) was hij minister van Sociale Zaken en Werkgelegenheid. Vanaf het kabinet-Van Agt III had hij ook Nederlands-Antilliaanse Zaken (en later ook Arubaanse Zaken) in zijn portefeuille. In die functie was hij verantwoordelijk voor het verkrijgen van de status aparte van Aruba in 1986. Hij legde daarbij de voorwaarde op, dat Aruba na tien jaar het Koninkrijk moest verlaten. Deze consequentie van de status aparte werd door De Konings opvolger op Antilliaanse Zaken, Ernst Hirsch Ballin, weer ongedaan gemaakt.
In 1989 kwam er een einde aan zijn ministerschap. Na die tijd was De Koning onder andere staatsraad in buitengewone dienst bij de Raad van State, buitengewoon hoogleraar aan de Sociologische Faculteit van de Rijksuniversiteit Groningen, en in 1992 was hij voorzitter van een externe Kamercommissie die over kiesstelsel en kabinetsformatie moest rapporteren (commissie-De Koning). Bij het verlaten van Lubbers II kreeg hij het Grootkruis in de Orde van Oranje-Nassau opgespeld.
De Koning was een bevlogen, maar ook een nuchter, pragmatisch en krachtdadig politicus. Hij was sterk verknocht aan het politieke bedrijf, maar kende geen persoonlijke geldingsdrang. Hij viel op door zijn taalgebruik, met veel aan de landbouw ontleende uitdrukkingen, maar ook doordat hij erg veel rookte.

## Persoonlijk
De Koning was van huis uit gereformeerd, maar stapte in de jaren '60 over naar de Nederlandse Hervormde Kerk. De Koning overleed op 68-jarige leeftijd in de herfst van 1994. Hij was getrouwd met Molly Grace Rellum (1927–2010), een Surinaamse studiegenote sociale geografie die later werkzaam was als lerares aardrijkskunde. Zij was van huis uit katholiek. Met haar had Jan de Koning twee zoons.